# Merzkirchen
Merzkirchen es un municipio situado en el distrito de Tréveris-Saarburg, en el estado federado de Renania-Palatinado (Alemania). Se encuentra ubicado al oeste del estado, cerca de la ciudad de Tréveris, de la orilla del río Mosela - uno de los principales afluentes del Rin - y de la frontera con Luxemburgo y el estado de Sarre.